# ライオン事務器
株式会社ライオン事務器（英: LION OFFICE PRODUCTS CORP.）は、東京都中野区に本社を置く事務機器および文房具、オフィス家具メーカー。一般社団法人日本オフィス家具協会に正会員として加盟している。
洗剤、歯磨きなどで知られる大手家庭用品メーカーのライオンとは一切関係がない。

## 概要
事務用机、椅子などのオフィス家具から文房具、事務機器を幅広く取り扱っている。
1792年（寛政4年）に大阪・平野町（現在の大阪市中央区平野町）にて創業。もとは筆墨商「今津屋」に端を発しており、長い歴史を持つ企業としても知られる。やがて明治期に入り、欧米から輸入した文具や、輸入品の取扱いを始め、舶来物品商組合に加入するとともに、同社が扱う製図器に、商標として「獅子印」を登録し販売する。このマークが現在まで続く社名の由来になっている。
高度経済成長期に広島、福岡、札幌、金沢、京都など各地に支店進出。資本金を増大させた。
1990年代まで創業地の大阪に本社を置いていたが、2001年に本社を東京へ移した。
2008年には大手事務機器商社の大塚商会と資本・業務提携を行った。

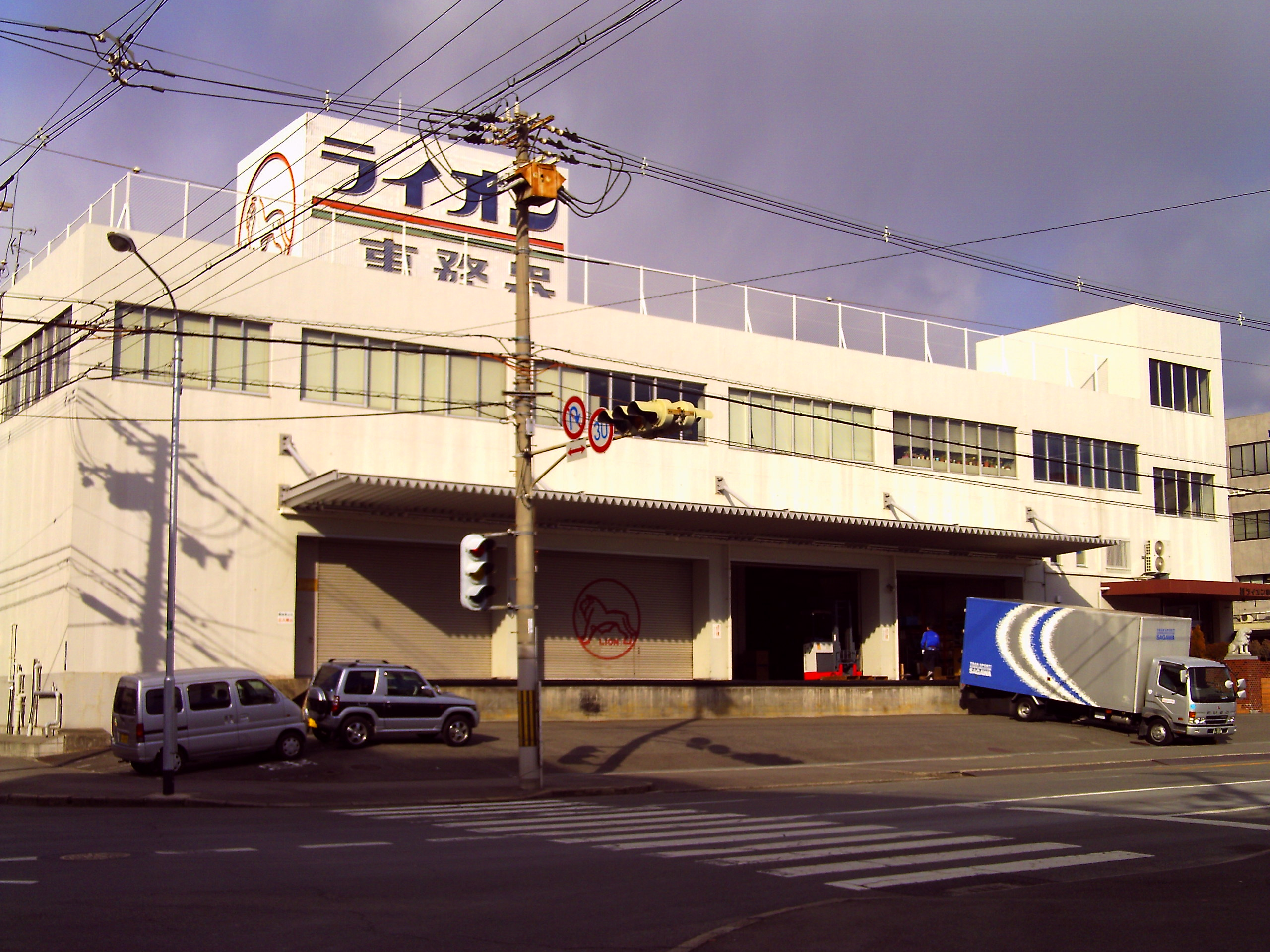
東大阪ビル
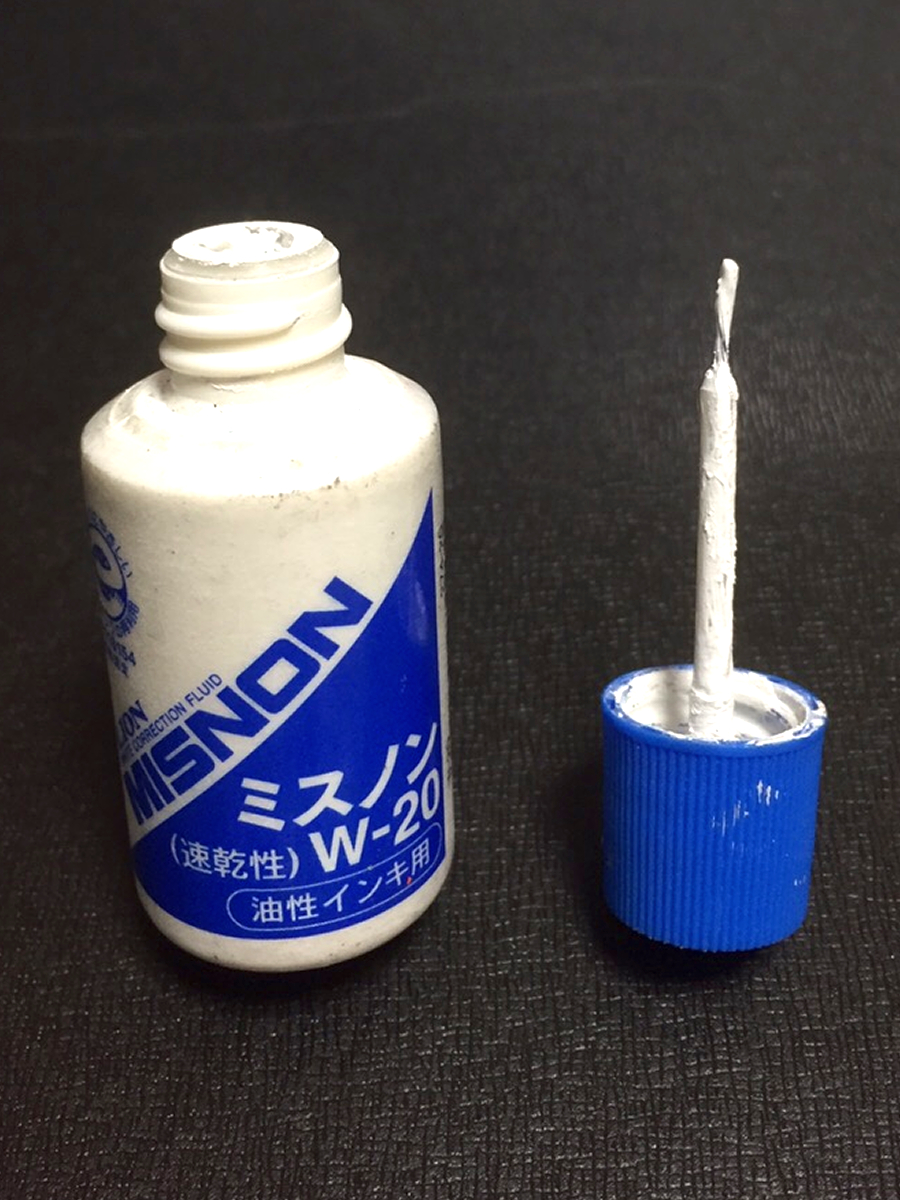
ライオン事務器のミスノン
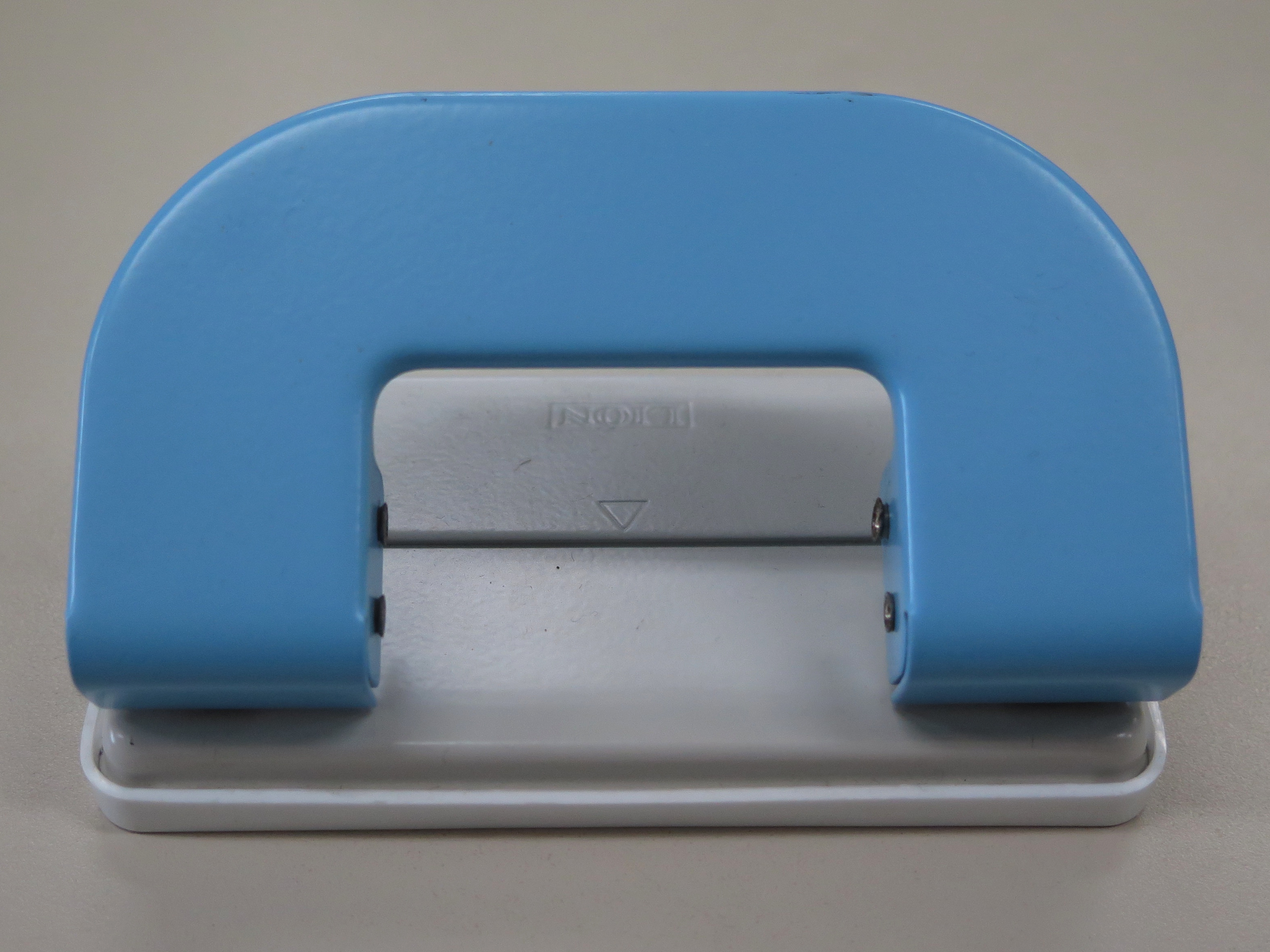
ライオン事務器の2穴パンチ

## 沿革
- 1792年：創業者の福井小八郎が「今津屋」の商号の下、大阪にて筆墨商を営む。
- 1877年：福井庄次郎が事業を軌道に乗せ、今日の基礎を築き上げる。
- 1881年：石盤、石筆など事務用品の輸入取扱を始め、商標に「獅子印」を採用する。
- 1921年：資本金100万円を用意し、福井商店を創業。当時は事務用品卸が中心であった。
- 1931年：業界初の多穴式バインダー「ドンコ帳簿」を開発、発売。
- 1932年：製図器部を設け、「獅子印」の商標を使う。後に製図器の代表的ブランドとして知られることになる。
- 1933年：東京に進出。後の東京本社の前身となる東京出張所を開設。
- 1940年：有限会社で「ライオン製図器製作所」を設ける。
- 1945年：戦禍により、大阪、東京の両本社を焼失。戦災を免れた大阪倉庫を活用して再建を図る。また社名を「福井商事」に改める。
- 1948年：戦後初のヒット商品「シグマボールペン」発売。
- 1957年：現在のFAXの先駆けとなる「トーシャファックス」を発売。
- 1980年：社名を「ライオン事務器」に変更。
- 1992年：創業200周年を迎える。
- 1998年：品質マネジメントシステム ISO 9001認定取得。
- 2000年：環境マネジメントシステム ISO 14001認定取得。
- 2001年：本社を大阪市中央区から東京都中野区に移転。
- 2005年：世界初のショルダーサポート機構採用のオフィスチェアー「i-Beetle」発売。
- 2006年：プライバシーマークの付与認定。
- 2008年：株式会社大塚商会と資本業務提携。
- 2012年：創業220周年を迎える。
- 2014年：本社にショールーム「WORK PALETTE」を開設。

## 新聞広告
1970年代は高度経済成長期の折に、全国紙に数々の広告を掲載している。
この当時掲載された広告でよく知られているものに、当時の主力製品であったライオンファイルの「十歳にして愛を知った。」、「うちの息子は厳父と岳父の違いも知らない、愚息だ。」といったものがある。
これらの広告文案はコピーライターで、当時博報堂に所属し、その後、フリーとなり『AERA』（朝日新聞社）の名称を考案し、他にも『恋を何年、休んでますか。』（1989年の伊勢丹のキャンペーン広告のキャッチコピー。のちに2001年10月から12月にかけてTBS系で放映された、ドラマのタイトルに起用されてもいる）などのコピーを書いた眞木準の手によるものである。かつては、毎月20日の読売新聞の朝刊1面にも広告を掲載していた。
現在は事務用品が低価格化したことに伴い、主として第一面のブランド名のみを記載した2ベタ広告が多い。